# イェジー・ソスノフスキ

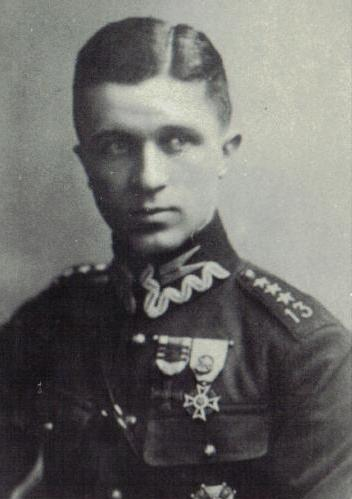
Jerzy Sosnowski

イェジー・ソスノフスキ（Jerzy Sosnowski、1896年12月4日 - 1942年5月26日）は、ポーランドの軍人。情報将校。第二次世界大戦前、ドイツ国内にエージェント網を組織したスパイ。

## 経歴
リヴィウの電気技師の家庭に生まれる。第一次世界大戦勃発と共に、オーストリア・ハンガリー軍に入隊し、飛行士資格を含む軍事訓練を受けた。
1920年のポーランド・ソビエト戦争時、勇気十字章を4度受賞した。戦後、ワルシャワ軍団の参謀部に勤務。語学に精通したソスノフスキは、軍諜報部に送られた。
1926年から、ナレム騎士、反ボリシェヴィキ同盟員である富裕なポーランド貴族、ゲオルギ・フォン・ソスノフスキ男爵としてドイツに移住し、ドイツの上流階級と親交を結んだ。7年間に渡って、ソスノフスキには、ポーランドが対独諜報に割り当てた予算の半額に相当する100万帝国マルクが支払われた。
ソスノフスキは、最初の成果として軍務省で秘書として働いていたベニータ・フォン・ファルケンハインをエージェントとして徴募した。間もなく、彼女はソスノフスキの右腕となり、ソスノフスキのポーランド帰国やドイツ国内のエージェントとの接触を支援した。ベニータは、報酬として総額12万5千帝国マルクを受け取った。
ベニータを通じて、ソスノフスキは、ドイツ諜報部のギュンター・ルドルフと接触した。ルドルフのギャンブル好きを利用し、彼の借金の肩代わりに最初の秘密文書を入手した。
1927年、ベニータを通じて、軍務省勤務のイレーナ・フォン・イェーン少佐と知り合った。ベニータは、イレーナに大金を握らせ、ポーランド諜報部に協力させた。1928年、イレーナから軍事予算の指標リストを入手。
1928年、イレーナを通じてレナータ・フォン・ナッツメルと知り合う。レナータは、自動車化部隊を管轄する軍務省第6監察局で働いていた。ソスノフスキは、イレーナを通じてレナータを徴募し、レナータから大量の秘密文書を入手した。また、レナータから第6監察局の金庫の鍵を譲り受け、ドイツ軍の対仏・対波軍事行動計画である「A計画」文書を獲得した。